# Urmas Sisask
Urmas Sisask, né le 9 septembre 1960 à Rapla et mort le 17 décembre 2022, est un compositeur estonien.

## Biographie

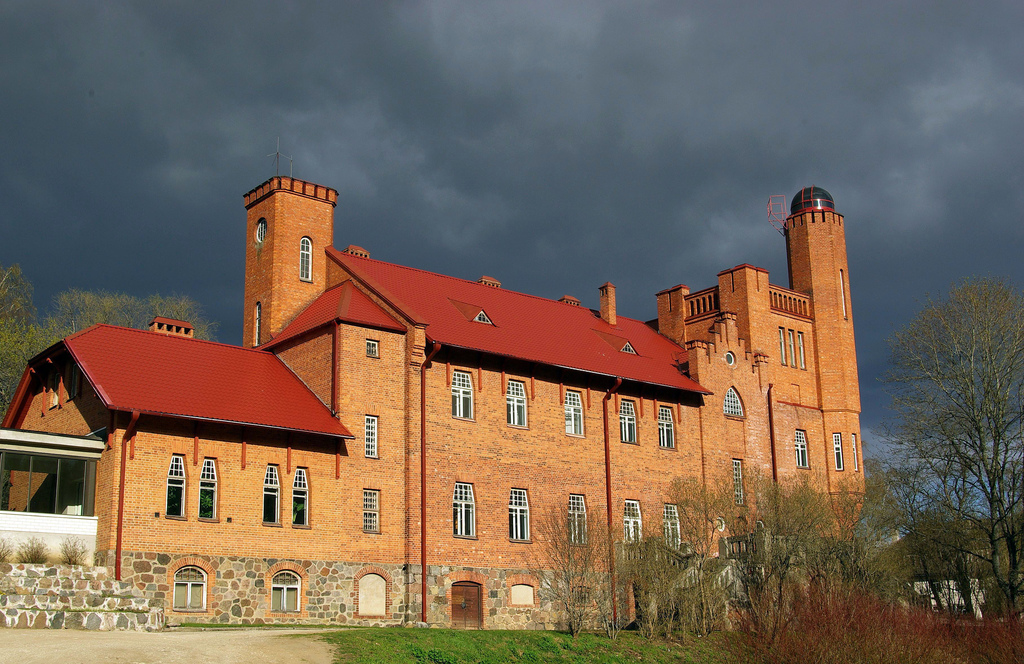
Le château de Jäneda et son observatoire.

Il étudie la composition sous la direction de René Eespere au conservatoire de Tallinn dont il sort diplômé en 1985. Il s'intéresse à la musique ancienne et au chant grégorien et se livre à des recherches sur la théorie astronomique des sons.
Urmas Sisask cultive un style éclectique, tirant une grande partie de son inspiration de l'astronomie. Son studio de composition et d'exécution se trouve dans une Tour des étoiles aménagée en 1994 dans le château historique de Jäneda. L'harmonie cosmique est en effet chez lui un thème récurrent. En se basant sur les trajectoires des planètes du système solaire, il a créé une « gamme planétaire », un mode musical reposant sur les notes do#, ré, fa#, sol# et la. Plus tard, il découvrira que cette gamme correspond au mode japonais pentatonique Kumajoshi.

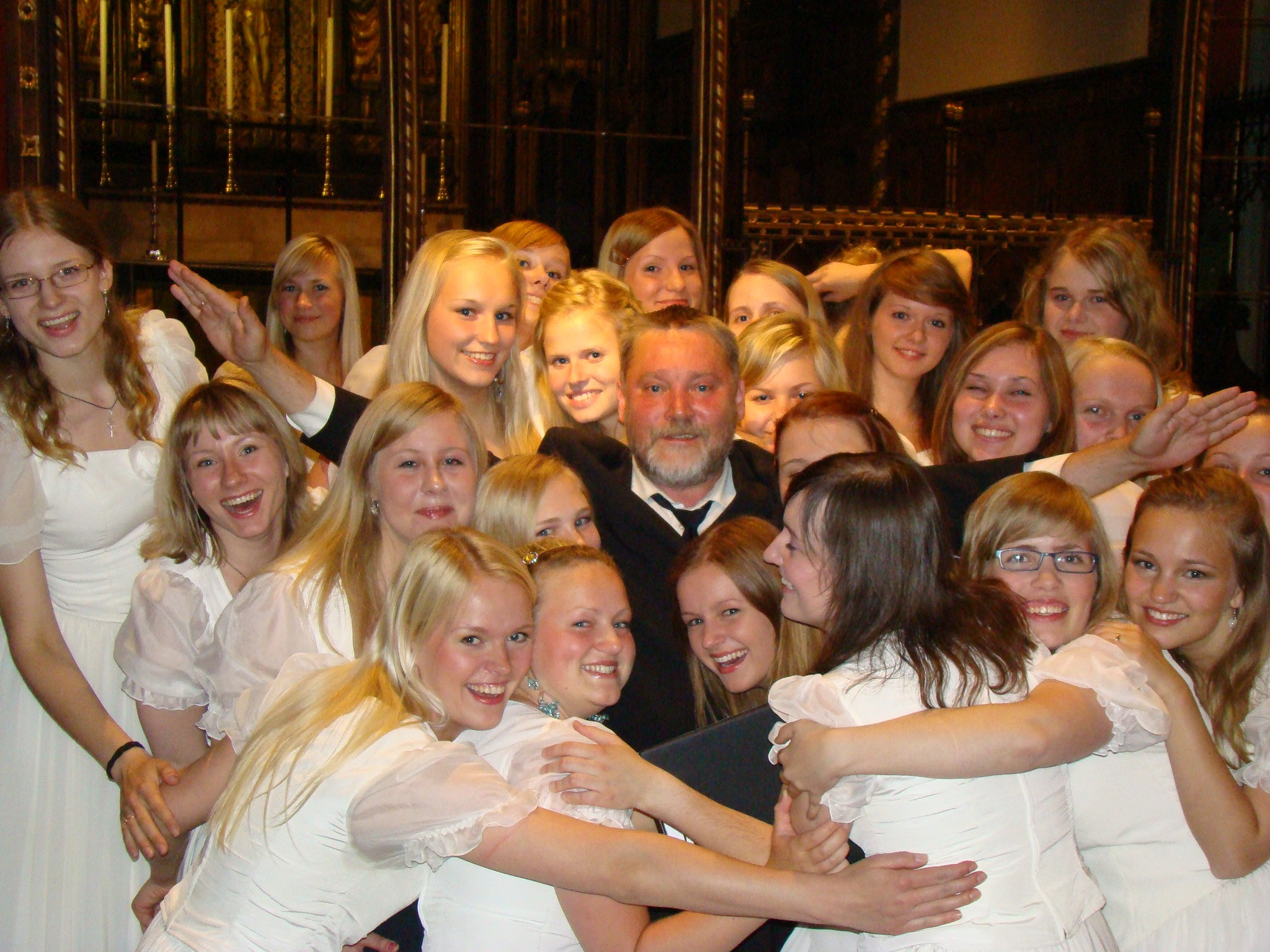
Urmas Sisask et le chœur féminin de la télévision estonienne, lors d'une représentation donnée à la cathédrale Saint-Paul de Londres en 2008.

Appartenant à la communauté religieuse catholique, minoritaire en Estonie, il compose beaucoup de musique sacrée : son œuvre est une grande partie de constituée de pièces pour chœurs mixtes a cappella. Il est aussi l’auteur de musiques pour orchestre, piano et clarinette.

## Œuvre
L'œuvre d'Urmas Sisask comprend plus de cent-cinquante opus, allant des années 1980 à 2022. Il laisse des partitions pour piano, pour chœur mixte ou féminin (motets, oratorios, messes) et pour l'orchestre (trois symphonies).
- Der Sternenhimmel pour piano :
  - volume I : Aquarius (Dream)
  - volume II : Vulpecula (Anxiety)
  - volume III : Delphinus (Connection)
  - Starry Sky Cycle (cycle Ciel étoilé / « Tähistaeva tsükkel ») (1980-1987)
- Gloria Patri (1988)
- Les Pleïades, op. 11 (Plejaadid) (1986)
- La Voie lactée (Linnutee galaktika) (1990)
- Andromède (Andromeda galaktika) (1991), sonate pour deux pianos à huit mains
- Oratorio de Noël (Jõuluoratoorium), op. 39 (1992)
- Magnificat pour chœur mixte a cappella, op. 26 (1993)
- Missa no 1
- Symbiotic Symphony ("Sümbiootiline Sümfoonia")
- U-R-M-A-S S-I-S-A-S-K, trio pour flûte, hautbois et piano
- Comète Hyakutake, pour orchestre de mandolines
- Ave Sol, op. 16 pour chœur de femmes a cappella
- Missa no 4 op. 46 : Christmas mass (Joulumissa)
- Polaris ("Pohjanael"), symphonie pour deux pianos et orchestre, op. 38
- Veni Sancte Spiritus
- Benedictio
- Oremus
- Gloria Patri 2 (2022)

## Prix et récompenses
- Musicien de l’année de la radio-télévision estonienne, 2010
- Ordre de l'Étoile blanche d'Estonie de 4e classe

## Discographie
- Spirale symphonique, op. 68 (Antes Editions)
- Starry Sky Cycle, Le Cycle du ciel étoilé (1980-1993) – Lauri Väimaa (1993, Finlandia 4509-95880-2)
- Zodiac, op. 50 – Urmas Sisask, piano (mai 1996, Eres CD9) (OCLC 42517256)
- Starry Sky Cycle, Le Cycle du ciel étoilé (1980-1993) – Tatiana Smelova, piano (octobre 1998, Piano Vox PIA 518-2)[3] (OCLC 1010448588)